# Khombole
Khombole (parfois Kombole ou Kombolé) est une ville du Sénégal.
Elle est située à cheval des provinces du Baol et du Cayor. Ses terres sont sablonneuses et fertiles pour la culture de l'arachide et du mil. Elle a aussi des carrières (carrières de Diack, et Ngoudiane). 

## Histoire
Khombole est une petite ville, jadis carrefour du commerce de l´arachide. À l´image des villes coloniales, elle abritait plusieurs firmes coloniales, comme Maurel et Prom, Vessiac ou Peyrissac, ainsi que des commerçants d´origine libano-syrienne.

## Administration
La ville se situe dans le département de Thiès, une subdivision de la région de Thiès.
Pape Mandialbere Mboup est le nouveau maire depuis 2014.

## Géographie

### Population
Lors des recensements de 1988 et 2002, la population était respectivement de 9 437 et 11 574 habitants. 
En 2007, selon les estimations officielles, la ville compterait 12 823 personnes.

## Personnalités
- Mamadou Dia (1910-2009), instituteur et homme politique
- Maram Kairé, Astronome, Ingénieur Systèmes, 1er sénégalais dont le nom a été attribué à un objet du système solaire : astéroïde 35462 Maramkaire = 1998 DW23
- Fiacre Coly[2], Médecin, 1er maire de la ville de Khombole
- Ousmane Socé Diop, vétérinaire, écrivain et homme politique
- Seydou Nourou Ba, ambassadeur
- Colonel Mamadou Fall, ingénieur forestier
- Ousmane Mbaye, instituteur et homme politique

## Jumelages
- Pontedera (Italie) depuis 2003
- Urziceni (Roumanie) depuis 2010